# Associatie van Italianen in Roemenië
De Associatie van Italianen in Roemenië (Roemeens: Asociaţia Italienlor din România) of RO.AS.IT is een Roemeense politieke partij van een etnische minderheid. Dankzij het unieke Roemeense recht, is de partij verzekerd van ten minste één zetel in de Kamer van Afgevaardigden. Lijsttrekker van de partij is Mircea Grosaru.